# Острова Эпарс

Официальный флаг Французских Южных и Антарктических Территорий

Острова́ Эпа́рс (Разбросанные острова, фр. Îles Éparses или Îles éparses de l'océan Indien) — необитаемые острова в Индийском океане, входящие в состав Французских Южных и Антарктических территорий, управляемых с Реюньона. В основном находятся в Мозамбикском проливе между Африкой и Мадагаскаром (кроме острова Тромлен).
В 1892 году во французское колониальное пространство были интегрированы и с 1912 года включены в колонию «Мадагаскар и зависимые территории». Некоторые из них заселялись постоянным или временным образом, как острова Европа, Жуан-ди-Нова, Глорьёз для сбора кокосов, удобрения из птичьего помёта — гуано — или извлечения доходов из продажи черепаховых панцирей.

## Состав островов
Включает коралловые острова:
- риф Гейзер (оспаривается Мадагаскаром и Коморами)
- Бассас-да-Индия (оспариваются Мадагаскаром)
  - 10 безымянных островов
- Европа (оспариваются Мадагаскаром)
  - остров Европа
  - 8 безымянных островов
- Глорьёз (оспариваются Мадагаскаром)
  - Grande Glorieuse
  - Île du Lys
  - Wreck Rock
  - South Rock
  - Verte Rocks (три островка)
  - 3 безымянных острова
- Жуан-ди-Нова (оспаривается Мадагаскаром)
- Тромлен (оспаривается Маврикием)

Общая площадь территории — 38,6 км², население — 56 человек (персонал научных станций). Крупнейший остров — Европа — имеет площадь — 28 км².
Тромле́н (фр. Tromelin) был официально открыт в 1722 году. В 1761 году 125 человек из команды корабля и 89 рабов оказались на острове в результате кораблекрушения. Из обломков судна выжившие матросы команды построили небольшой корабль и через два месяца отплыли с острова. Они оставили 60 рабов малагасийцев, пообещав за ними вернуться. Через 15 лет, 29 ноября 1776 года лейтенант флота Тромлен, командующий кораблем La Dauphine, обнаружил на острове семь женщин и восьмимесячного младенца. В честь лейтенанта бывший Песчаный остров и получил своё современное название.
Остров Европа (фр. Europa) получил имя от британского корабля «Европа», который посетил его в 1774 году. Остров принадлежит Франции с 1897 года, но Мадагаскар считает его своим на основании того, что остров был административно отделен от французской колонии Мадагаскар непосредственно перед провозглашением независимости. Руины и могилы на острове свидетельствуют о неудачных попытках его заселения в 1860-х и 1920-х годах. Европа объявлена природным заповедником. На острове гнездятся морские птицы, в частности крачки и олуши. Остров является одним из важнейших мест размножения зеленых морских черепах (Chelonia mydas), которые откладывают яйца на его пляжах. Здесь также живут несколько сотен африканских коз, которые были завезены на остров в XVIII столетии.
Бассас-да-Индия (фр. Bassas da India) — группа необитаемых островов вулканического происхождения в южной части Индийского океана в Мозамбикском проливе на полпути между Мадагаскаром и Мозамбиком в 80 км к северу от острова Европа. Площадь — 0,2 км². Длина береговой линии — 35,2 км. Это подводная гора высотой в 3000 м, которая еле возвышается над поверхностью океана. В период сильных приливов рифовые поверхности острова полностью исчезают под водой. Именно поэтому рядом с ним произошло множество кораблекрушений, о чём свидетельствует большое количество затонувших кораблей. Высшая точка — 2,4 м, низшая — побережье Индийского океана — 0 м. Климат тропический. Обыкновенны циклоны. Открыт португальскими путешественниками в XVI веке, под французским управлением с 1897 года.
| Острова         | Площадь суши, км² | Площадь лагун, км² | Площадь исключительной экономической зоны, км² | Координаты                |
| --------------- | ----------------- | ------------------ | ---------------------------------------------- | ------------------------- |
| Бассас-да-Индия | 0,2               | 79,8               | 123 700                                        | 21°28′ ю. ш. 39°41′ в. д. |
| Европа          | 28                | 9                  | 127 300                                        | 22°21′ ю. ш. 40°21′ в. д. |
| Глорьёз         | 5                 | 29,6               | 48 350                                         | 11°33′ ю. ш. 47°20′ в. д. |
| Жуан-ди-Нова    | 4,4               | —                  | 61 050                                         | 17°03′ ю. ш. 42°43′ в. д. |
| Тромлен         | 1                 | —                  | 280 000                                        | 15°53′ ю. ш. 54°31′ в. д. |
| риф Гейзер      | —                 | —                  | —                                              | 12°21′ ю. ш. 46°26′ в. д. |
| Всего           | 38,6              | 118,4              | 640 400                                        |                           |

## Карты островов

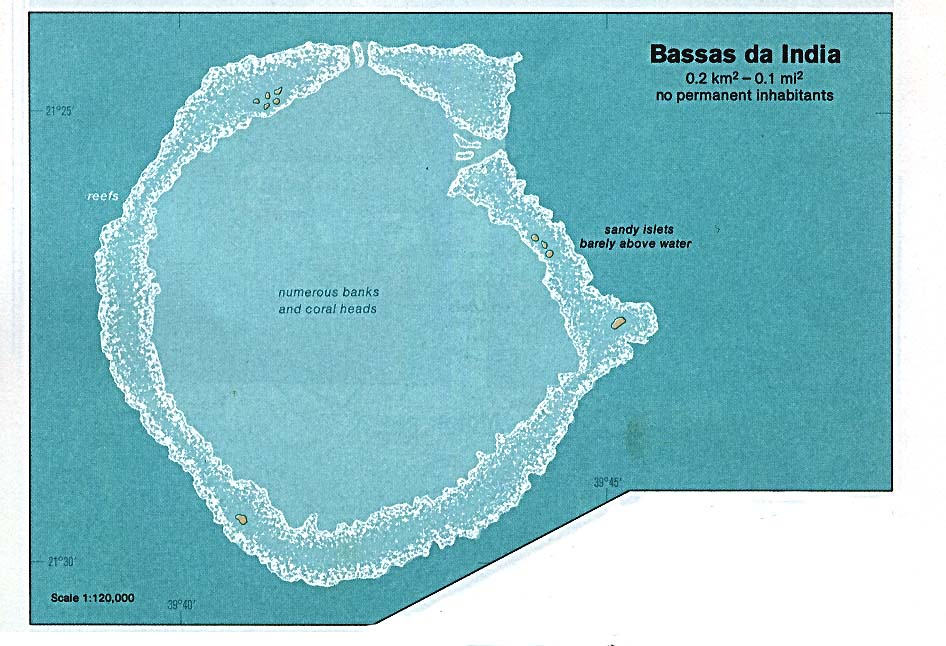
Бассас-да-Индия
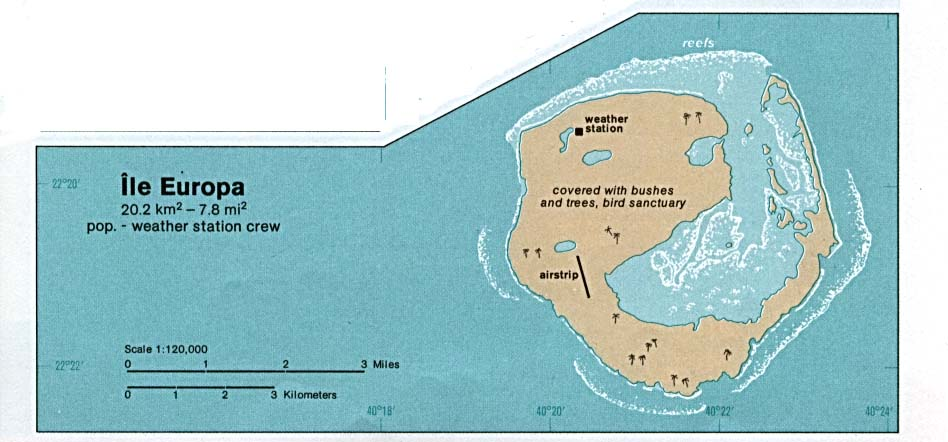
Европа
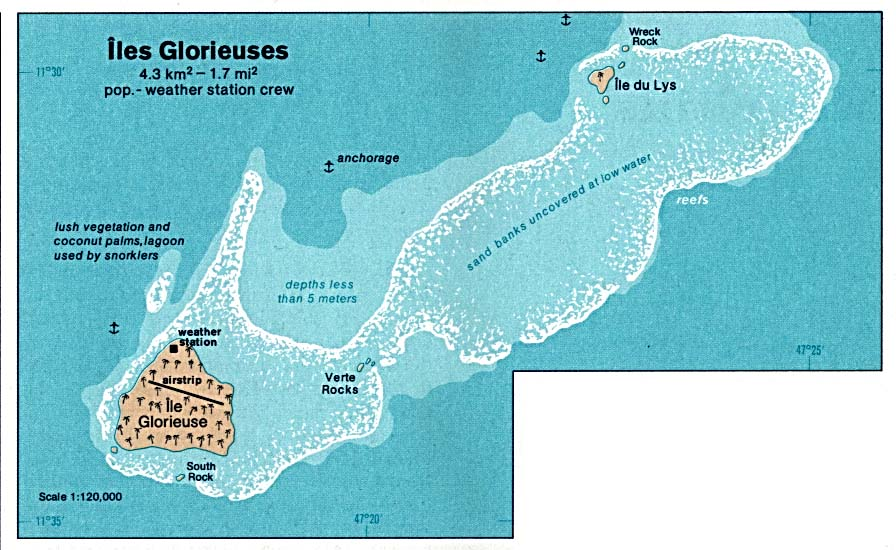
Глорьёз
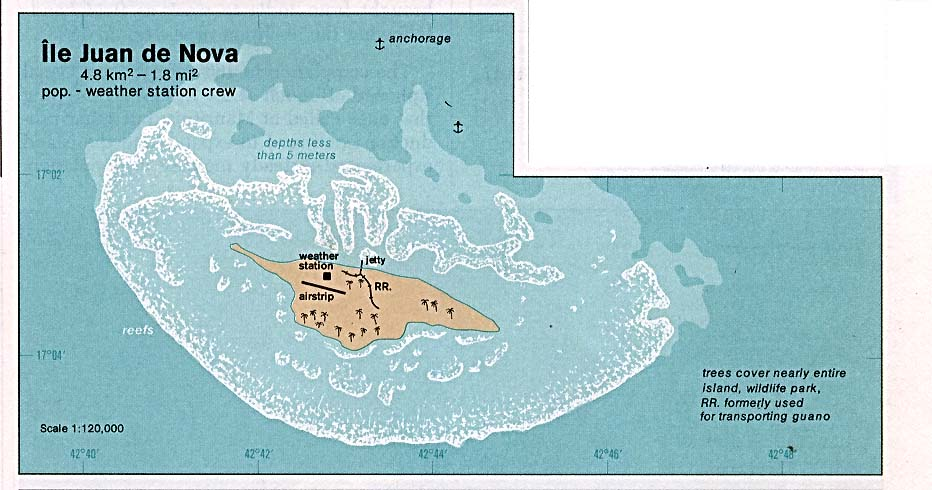
Жуан-ди-Нова
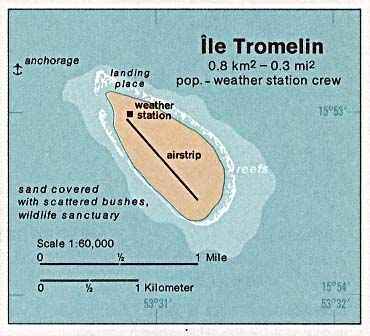
Тромлен